# Hệ thống phân loại vạt cơ bì Mathes-Nahai
Hệ thống phân loại vạt cơ bì Mathes và Nahai là một hệ thống để phân loại theo mạch máu của các vạt cơ bì và cũng là hệ thống phân loại thường dùng duy nhất cho vạt cơ. Hệ thống phân loại này được viết đầu tiên bởi Stephen J. Mathes và Foad Nahai để mô tả nguồn cung cấp máu cho các vạt cơ và cơ bì và được đăng trên tạp chí Phẫu thuật tái tạo và tạo hình số tháng 2 năm 1981.

## Cách phân loại
| Phân loại | Số cuống mạch chính | Số cuống mạch phụ | Ví dụ                                |
| --------- | ------------------- | ----------------- | ------------------------------------ |
| Kiểu I    | 1                   | 0                 | Vạt cơ bụng chân, cơ căng cân đùi    |
| Kiểu II   | 1                   | >1                | Vạt cơ thon, cơ thang                |
| Kiểu III  | 2                   | 0                 | Cơ thẳng bụng (vạt VRAM), cơ ngực bé |
| Kiểu IV   | 0                   | nhiều nhánh       | Vạt cơ may                           |
| Kiểu V    | 1                   | nhiều nhánh       | Vạt cơ lưng rộng, cơ ngực lớn        |

Khác biệt giữa kiểu II và kiểu V là trong kiểu II thì các cuống mạch phụ hợp lại không đủ sức chống đỡ cả vạt cơ khi hi sinh cuống mạch chính, trong khi đó ở kiểu V, các cuống mạch phụ hợp lại có thể nuôi cả vạt (như kiểu IV) và ngược lại, vẫn có thể hi sinh các cuống mạch phụ khi còn cuống mạch chính. Do đó, trong kiểu V, các cuống mạch phụ còn được gọi là nguồn nuôi thứ cấp, chúng thông thường có nguồn mạch khác với cuống mạch chính và xuyên vào cơ từ hướng tận đối diện với điểm vào của cuống mạch chính.